# Jill Blackman
Pour les articles homonymes, voir Blackman.
Jill Blackman (née le 24 juillet 1942 à Sydney) est une joueuse de tennis australienne des années 1960.
Active sur le circuit international entre 1962 et 1966, elle a réalisé sa meilleure performance en disputant la finale du double dames des Internationaux de France en 1966, associée à Fay Toyne-Moore, s'inclinant en trois sets contre Margaret Smith et Judy Tegart.
Elle arrête le tennis après son mariage en 1968 avec Peter Emmerson. Elle fait néanmoins un bref retour en 1971 lorsqu'elle atteint la finale de l'Open d'Australie en double avec Lesley Hunt.

## Palmarès (partiel)

### Titre en simple dames
| No | Date       | Nom et lieu du tournoi                 | Catégorie | Surface      | Finaliste           | Score    |          |
| -- | ---------- | -------------------------------------- | --------- | ------------ | ------------------- | -------- | -------- |
| 1  | 23-04-1962 | Trophée Raquette d'Or, Aix-en-Provence |           | Terre (ext.) | Christiane Mercelis | 6-4, 6-3 | Parcours |

### Finales en simple dames
| No | Date       | Nom et lieu du tournoi                 | Catégorie | Surface      | Vainqueure     | Score    |          |
| -- | ---------- | -------------------------------------- | --------- | ------------ | -------------- | -------- | -------- |
| 1  | 03-12-1964 | Victorian Championships, Melbourne     |           | Gazon (ext.) | Margaret Smith | 6-1, 6-3 | Parcours |
| 2  | 03-02-1965 | Wills International, Auckland          |           | Gazon (ext.) | Rita Bentley   | 6-4, 6-3 | Parcours |
| 3  | 12-04-1966 | Trophée Raquette d'Or, Aix-en-Provence |           | Terre (ext.) | Françoise Dürr | 6-0, 6-2 | Parcours |

### Titres en double dames
| No | Date       | Nom et lieu du tournoi                | Catégorie | Surface      | Partenaire  | Finalistes                      | Score         |          |
| -- | ---------- | ------------------------------------- | --------- | ------------ | ----------- | ------------------------------- | ------------- | -------- |
| 1  | 03-02-1965 | Wills International Auckland          |           | Gazon (ext.) | Judy Tegart | Elaine Becroft Ruia Morrison    | 9-7, 7-9, 6-1 | Parcours |
| 2  | 12-04-1966 | Trophée Raquette d'Or Aix-en-Provence |           | Terre (ext.) | Fay Toyne   | Françoise Dürr Jeanine Lieffrig | 4-6, 6-2, 7-5 | Parcours |

### Finales en double dames
| No | Date       | Nom et lieu du tournoi                    | Catégorie | Surface      | Vainqueures                           | Partenaire          | Score         |          |
| -- | ---------- | ----------------------------------------- | --------- | ------------ | ------------------------------------- | ------------------- | ------------- | -------- |
| 1  | 26-01-1962 | Tasmanian Championships Hobart            |           | Gazon (ext.) | Robyn Ebbern Margaret Smith           | Kaye Dening         | 6-2, 6-2      | Parcours |
| 2  | 19-04-1965 | Trophée Raquette d'Or Aix-en-Provence     |           | Terre (ext.) | Gail Sherriff Carol Sherriff          | Christiane Mercelis | 7-5, 4-6, 6-3 | Parcours |
| 3  | 12-07-1965 | Hoylake And West Kirby Tournament Hoylake |           | Gazon (ext.) | Margaret Smith Judy Tegart            | Rita Bentley        | 6-1, 7-5      | Parcours |
| 4  | 23-05-1966 | Internationaux de France Paris            | G. Chelem | Terre (ext.) | Margaret Smith Judy Tegart            | Fay Toyne           | 4-6, 6-1, 6-1 | Parcours |
| 5  | 08/01/1971 | Australian Open Sydney                    | G. Chelem | Gazon (ext.) | Margaret Smith Court Evonne Goolagong | Lesley Hunt         | 6-0, 6-0      | Parcours |

## Parcours en Grand Chelem (partiel)

### En simple dames
| Année | Championnat d'Australie | Championnat d'Australie | Internationaux de France | Internationaux de France | Wimbledon       | Wimbledon        | US National    | US National |
| ----- | ----------------------- | ----------------------- | ------------------------ | ------------------------ | --------------- | ---------------- | -------------- | ----------- |
| 1960  | 2e tour (1/8)           | Jan Lehane              | -                        | -                        | -               | -                | -              | -           |
| 1961  | 3e tour (1/8)           | Mary Carter             | -                        | -                        | -               | -                | -              | -           |
| 1962  | 3e tour (1/8)           | Yola Ramírez            | 4e tour (1/8)            | Ann Haydon               | 2e tour (1/32)  | Madonna Schacht  | -              | -           |
| 1963  | 3e tour (1/8)           | Robyn Ebbern            | 1/4 de finale            | Lesley Turner            | 1er tour (1/64) | Ann Haydon-Jones | 3e tour (1/16) | Deidre Catt |
| 1964  | 1/4 de finale           | Lesley Turner           | -                        | -                        | -               | -                | -              | -           |
| 1965  | 3e tour (1/8)           | Françoise Dürr          | 3e tour (1/16)           | Françoise Dürr           | 3e tour (1/16)  | B. J. Moffitt    | -              | -           |
| 1966  | -                       | -                       | 4e tour (1/8)            | Nancy Richey             | 1er tour (1/64) | Gail Sherriff    | -              | -           |

À droite du résultat, l’ultime adversaire.

### En double dames
| Année | Championnat d'Australie      | Championnat d'Australie  | Internationaux de France     | Internationaux de France | Wimbledon                  | Wimbledon                | US National | US National |
| ----- | ---------------------------- | ------------------------ | ---------------------------- | ------------------------ | -------------------------- | ------------------------ | ----------- | ----------- |
| 1960  | 1er tour (1/8) Dawn Robberds | Gwen Thiele Jan Shearer  | -                            | -                        | -                          | -                        | -           | -           |
| 1961  | 1/4 de finale Dawn Robberds  | Mary Carter M. Smith     | -                            | -                        | -                          | -                        | -           | -           |
| 1962  | 1/4 de finale Kaye Dening    | Jan Lehane Lesley Turner | -                            | -                        | 3e tour (1/8) Rosie Darmon | J. Bricka M. Smith       | -           | -           |
| 1963  | 1/4 de finale Rita Bentley   | Jan Lehane Lesley Turner | 1er tour (1/16) Rita Bentley | Margaret Hunt A. Van Zyl | 3e tour (1/8) Rita Bentley | A. Dmitrieva Judy Tegart | -           | -           |
| 1964  | 1/4 de finale Rita Bentley   | C. Langsford Joan Gibson | -                            | -                        | -                          | -                        | -           | -           |
| 1965  | 2e tour (1/8) D. Whitely     | Norma Baylon Maria Bueno | 1/4 de finale C. Mercelis    | Edda Buding A. Van Zyl   | 1/4 de finale Robin Lesh   | F. Dürr J. Lieffrig      | -           | -           |
| 1966  | -                            | -                        | Finale Fay Toyne             | M. Smith Judy Tegart     | 3e tour (1/8) Rita Bentley | K. Krantzcke K. Melville | -           | -           |
| 1971  | Finale Lesley Hunt           | M. Smith E. Goolagong    | -                            | -                        | -                          | -                        | -           | -           |

Sous le résultat, la partenaire ; à droite, l’ultime équipe adverse.

### En double mixte
| Année | Championnat d'Australie    | Championnat d'Australie   | Internationaux de France      | Internationaux de France    | Wimbledon                    | Wimbledon                  | US National | US National |
| ----- | -------------------------- | ------------------------- | ----------------------------- | --------------------------- | ---------------------------- | -------------------------- | ----------- | ----------- |
| 1962  | 1/4 de finale Will Coghlan | Darlene Hard Roger Taylor | 2e tour (1/16) B. Phillips    | Donna Floyd Ed Rubinoff     | 1er tour (1/64) B. Phillips  | M. Schacht Owen Davidson   | -           | -           |
| 1963  | 1/4 de finale Roger Taylor | M. Smith Ken Fletcher     | 1er tour (1/32) J. Hillebrand | Margaret Hunt C. Drysdale   | 3e tour (1/16) J. Hillebrand | Edda Buding Nikola Pilić   | -           | -           |
| 1964  | 1/2 finale T. Clayton      | Jan Lehane Mike Sangster  | -                             | -                           | -                            | -                          | -           | -           |
| 1965  | 3e tour (1/8) Bill Bowrey  | Judy Tegart Tony Roche    | 2e tour (1/16) E. Aguirre     | H. Schultze Jiří Javorský   | 2e tour (1/32) Ray Ruffels   | Esme Emanuel Raymond Moore | -           | -           |
| 1966  | -                          | -                         | 2e tour (1/16) W. Alvarez     | F. Gordigiani Miguel Olvera | 4e tour (1/8) W. Alvarez     | M. Eisel Robert Howe       | -           | -           |

Sous le résultat, le partenaire ; à droite, l’ultime équipe adverse.